# 安徽小檗
安徽小檗（学名：Berberis anhweiensis）为小檗科小檗属的植物，为中国的特有植物。分布于中国大陆的湖北、安徽、浙江等地，生长于海拔400米至1,800米的地区，常生于林中、路旁、山地灌丛中或山顶，目前尚未由人工引种栽培。